# Rừng lá kim ôn đới

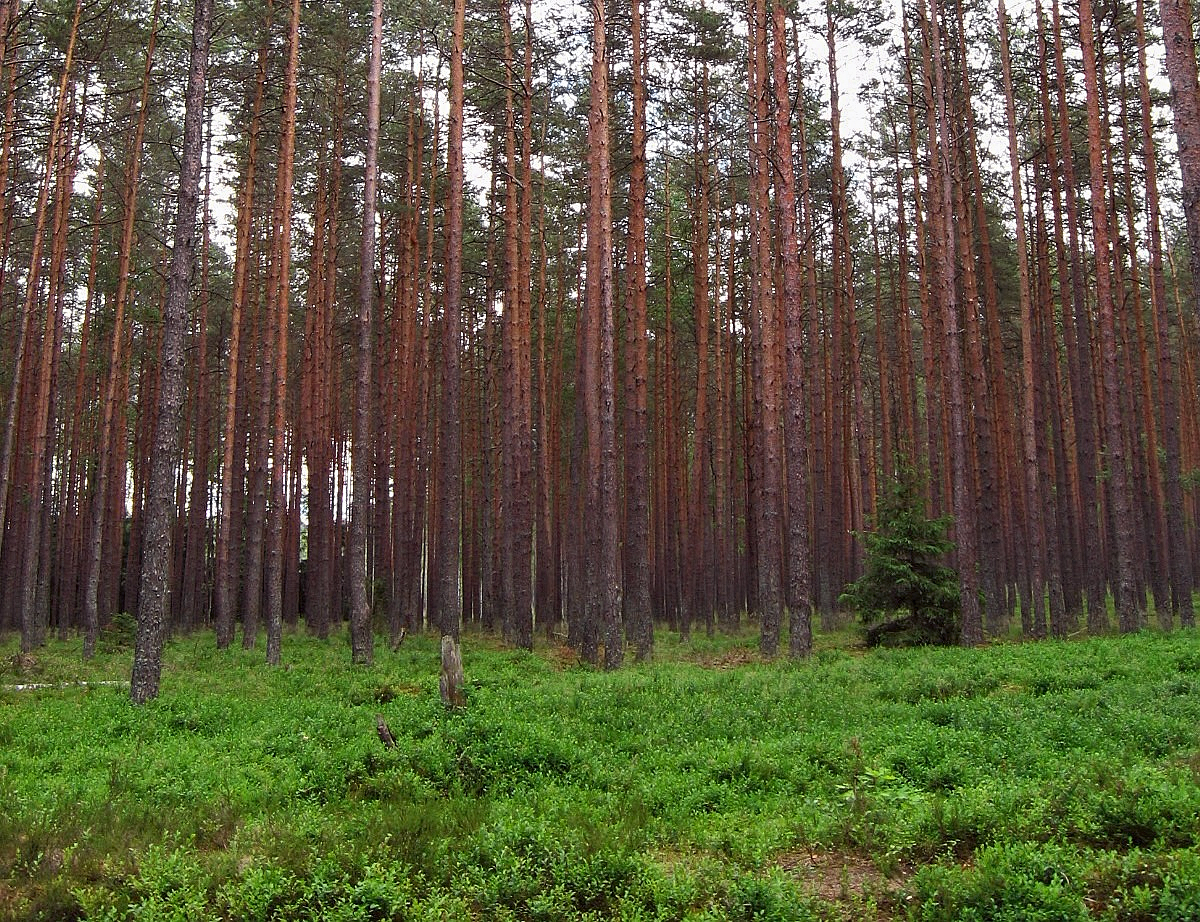
Một khu rừng thông, điển hình ví dụ về rừng cây lá kim ôn đới

Bản đồ phân bổ rừng lá kim ôn đới trên thế giới, tổng diện tích 4,1 triệu km² (2,8% tổng diện tích đất bề mặt trên thế giới).

Rừng lá kim ôn đới là quần hệ thực vật thường thấy ở các vùng ôn đới trên thế giới với khí hậu ấm áp vào mùa hè và mát mẻ vào mùa đông, với lượng mưa hàng năm đủ để duy trì sự tồn tại của rừng.
Cấu trúc loài trong rừng lá kim ôn đới cũng mang đúng đặc thù của rừng lá kim với độ tàn che của các loài cây lá kim chiếm hơn 75% nghĩa là thường có thể thuần nhất cây lá kim thường xanh hoặc cây lá kim chiếm ưu thế và hỗn giao cây lá rộng thường xanh hoặc lá rộng rụng lá theo mùa. Rừng thường xanh ôn đới phổ biến bao gồm từ vùng duyên hải có khí hậu mùa đông ôn hòa với lượng mưa nhiều cho tới vùng sâu trong đất liền khô hạn hơn hoặc vùng miền núi cao hơn. Rừng cây lá kim được tìm thấy tự nhiên ở Châu Á, Châu Âu và cả Bắc Mỹ.
Cấu trúc tầng tán của rừng lá kim ôn đới khá đơn giản với hai tầng cây gỗ và các lớp cây bụi phụ sinh trong một số trạng thái. Rừng lá kim ôn đới ở điều kiện ẩm ướt của rừng mưa ôn đới cũng có thể xuất hiện thực vật phụ sinh gồm nhiều loài thực vật không mạch, đây cũng là quần hệ thực vật có sinh khối lớn nhất trong các quần hệ thực vật trên cạn với sự xuất hiện của nhiều loài cây có tỷ trọng lớn như: Sequoia sempervirens, Pseudotsuga menziesii, Picea sitchensis, Fitzroya cupressoides và Agathis australis....,